# 红罂粟
《红罂粟》，又名《红罂粟花》、《红花》（俄语：Красный цветок），是一部芭蕾舞剧，包括三幕八场和一个尾声。由莱因霍尔德·莫里采维奇·格里埃尔谱曲，米哈伊尔·库里尔科创作剧本。该剧创作于1927年，是苏联首部现代革命题材芭蕾舞剧。源自该剧的水兵舞在西方家喻户晓。这也是格里埃尔最为著名的作品。《红罂粟》前后有过五个主要版本。

## 历史

### 首版（1927）

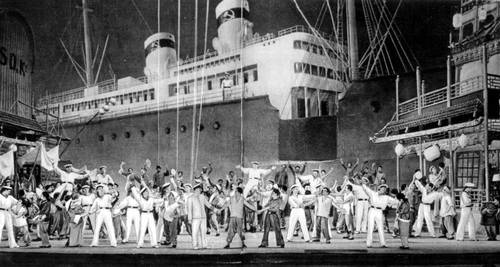
1927版《红罂粟》的一个场景

《红罂粟》首版由列夫·勒施賴恩（第一幕和第三幕）和瓦西里·提卡米羅夫（第二幕）编舞，于1927年6月14日在莫斯科大剧院（当时在苏联统治下更名为第一人民国家歌剧与芭蕾舞剧院）首演。管弦乐团由尤利·費耶（Yuri Fayer）指挥。1928年12月23日，该剧在莫斯科进行了第一百场演出。格里埃尔为增加浪漫的异国情调，特向留学莫斯科东方大学的中共人员取经。扮演女主角桃花的舞蹈家叶卡捷琳娜·格尔采尔也专门向中国艺人学习扇舞和伞舞。
莫斯科大剧院制作的这一版于1928年和1930年在斯維爾德洛夫斯克上演，并于1928年、1949年和1958年在薩拉托夫上演。1929年在列宁格勒歌剧与芭蕾舞剧院上演时，增加了一些舞蹈。阿塞拜疆国家艺术歌剧与芭蕾舞剧院制作的版本于1941年和1950年在高尔基市上演，并于1946年在巴库上演。基洛夫芭蕾舞团制作的版本则于1949年和1958年上演。
1943年，俄国蒙特卡罗芭蕾舞团将该剧改编为独幕剧，在美国俄亥俄州的克利夫兰公共音乐厅上演。首演于1943年10月9日进行，由伊戈爾·施維佐夫（Igor Schwezoff）改编，鮑里斯·阿倫森（Boris Aronson）负责舞台布景。当时正值二战（苏联与美国是同盟），邪恶监工李山甫一角换成了日本酒吧老板，同时俄国舞者群里也包含了英国和美国人。

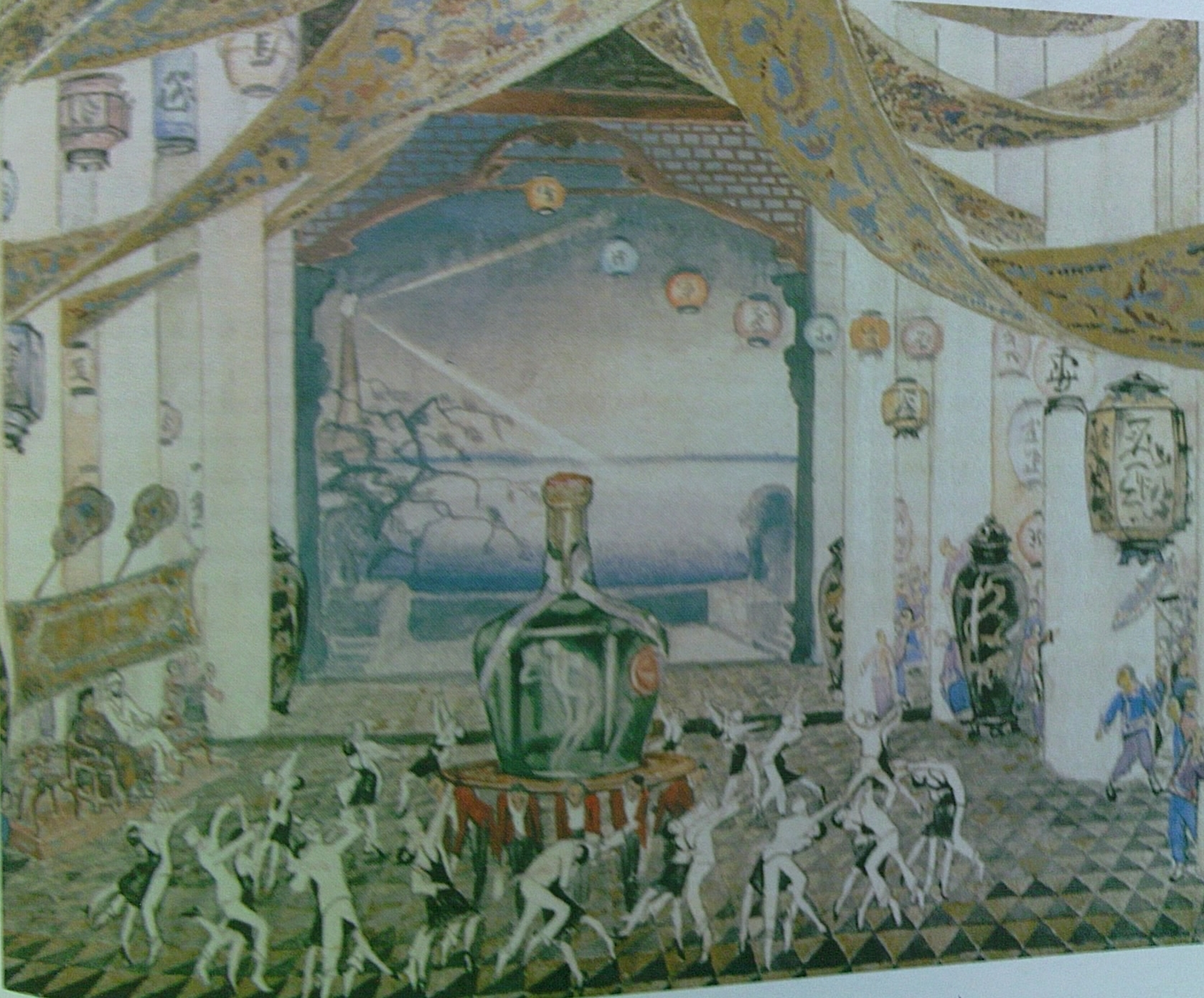
狐步舞场景，舞台布景由库里尔科设计

### 拉夫罗夫斯基版（1949）
1949年，李奥尼德·拉夫罗夫斯基为《红罂粟》重新编舞，制作了一个新版。剧本由阿列克謝·耶爾莫拉耶夫（Aleksey Yermolayev）重新编写，于1949年12月30日在莫斯科大剧院首演。这一版新增了一个角色马力成，他是苦力们的领袖，而欺压苦力、调戏桃花的反面角色则改为了美国人。
有辞典称此版本即已更名《红花》。

#### 邀中共代表观影风波
这一版首演正值毛泽东访问苏联期间，苏方计划邀请他观看这部旨在讴歌中国革命的红色经典。但由于中方人员对剧情内容存在不同看法，最终毛泽东等代表团领导未前去观看此剧。根据朱仲丽（时任驻苏大使王稼祥的夫人）的回忆，她与戈宝权等观看了彩排，随后她向王稼祥汇报了剧情，其中将桃花的身份由舞女理解为妓女，并将剧中的红罂粟花（即虞美人）解读作罂粟花。王稼祥认为该剧在讲马列主义是由一个妓女传播给工人阶级，最后才有了中国共产党的诞生，是对历史的歪曲。据称观看该剧的其他中国同志亦有不满，此后王稼祥以中国大使馆名义向苏联外交部提出不满，但该剧没有停演。周恩来率领的代表团抵达莫斯科后，苏方又送来该剧戏票，王稼祥于是将此剧情及看法汇报毛泽东。毛泽东令陈伯达前去观看了解，朱仲丽的回忆中称不料陈在落幕时报以热烈掌声，此事被毛得知后遭到批评。也有文献称中国代表团抵制该演出而只派了陈伯达前去，演出沉闷收场；或称毛泽东对芭蕾舞剧不感兴趣，研究后派陈伯达全权代表；还有文献称，王稼祥认为该剧内容不妥而劝阻了毛泽东前去观看，并建议观看《天鹅湖》，陈伯达等随行人员未有申请擅自前去观看，王稼祥对此不满并禀报毛（另一说陈伯达主动向毛反应），陈伯达向毛汇报时引发不满。随周恩来代表团的伍修权的回忆中，毛泽东令政治秘书陈伯达和大使馆文化参赞戈宝权先去看了此剧，听闻他们讲述的剧情后十分反感并拒绝去看，批评了谢幕时鼓过掌的陈伯达。毛泽东的俄语翻译师哲的自述则称，此次观演他也有去，陈伯达很不高兴，表现了中国人的感情。刘铮的回忆中，自己与朱仲丽、戈宝权等先行观看了演出，王稼祥与戈宝权在商议后向毛泽东做出汇报、谢绝苏方邀请，并以大使名义对该剧提出批评。
时任苏联驻华大使馆参赞、会议译员费德林的回忆中，毛泽东不出所料的出于某种原因没有到大剧院，陈伯达等几名中国同志在贵宾席上观看了演出，对演出表现出很大兴趣并提出很多微妙问题，陈伯达对剧中人物形象提出批评并一度想中途退场，观看后也对剧名《红罂粟》提出了意见。观影后，该剧一度暂时停演，后更名《红花》继续上演，其他不变。
舞者瑪雅·普利謝茨卡婭的回忆中介绍，苏联为毛泽东到来准备了革命芭蕾舞剧《红罂粟花》，因不确定毛的抵达时间而安排轮班、隔天上演该剧。此后突然通知她，于次日（1950年2月13日，星期一）为毛泽东表演《天鹅湖》。毛泽东指定了该剧目并对表演感到满意。
历史文献显示，安·维辛斯基于1950年2月3日在会谈中建议毛泽东和周恩来观看芭蕾舞剧《红罂粟花》，周恩来表示以后告之。
中方代表人员认为该剧内容及手法歪曲了中国革命的形象。也有观看者认为其剧情和服装脱离中国实际，但整体基调同情中国工人，舞技优异。曾看过该剧的中国外交官李景贤认为，该剧内容确有不妥，王稼祥当时处置得当，但苏方邀请可能不存恶意，仅为双方艺术思维不同。

### 红花（1957）
1957年，瓦西里·提卡米羅夫和库里尔科为该剧编排了一部加长版。剧名更名为《红花》以避免联想到鸦片（据称由郭沫若建议），场景数量由8场增加到13场。这一版于1957年11月24日在莫斯科大剧院首演。

### 安德罗索夫版（2010）

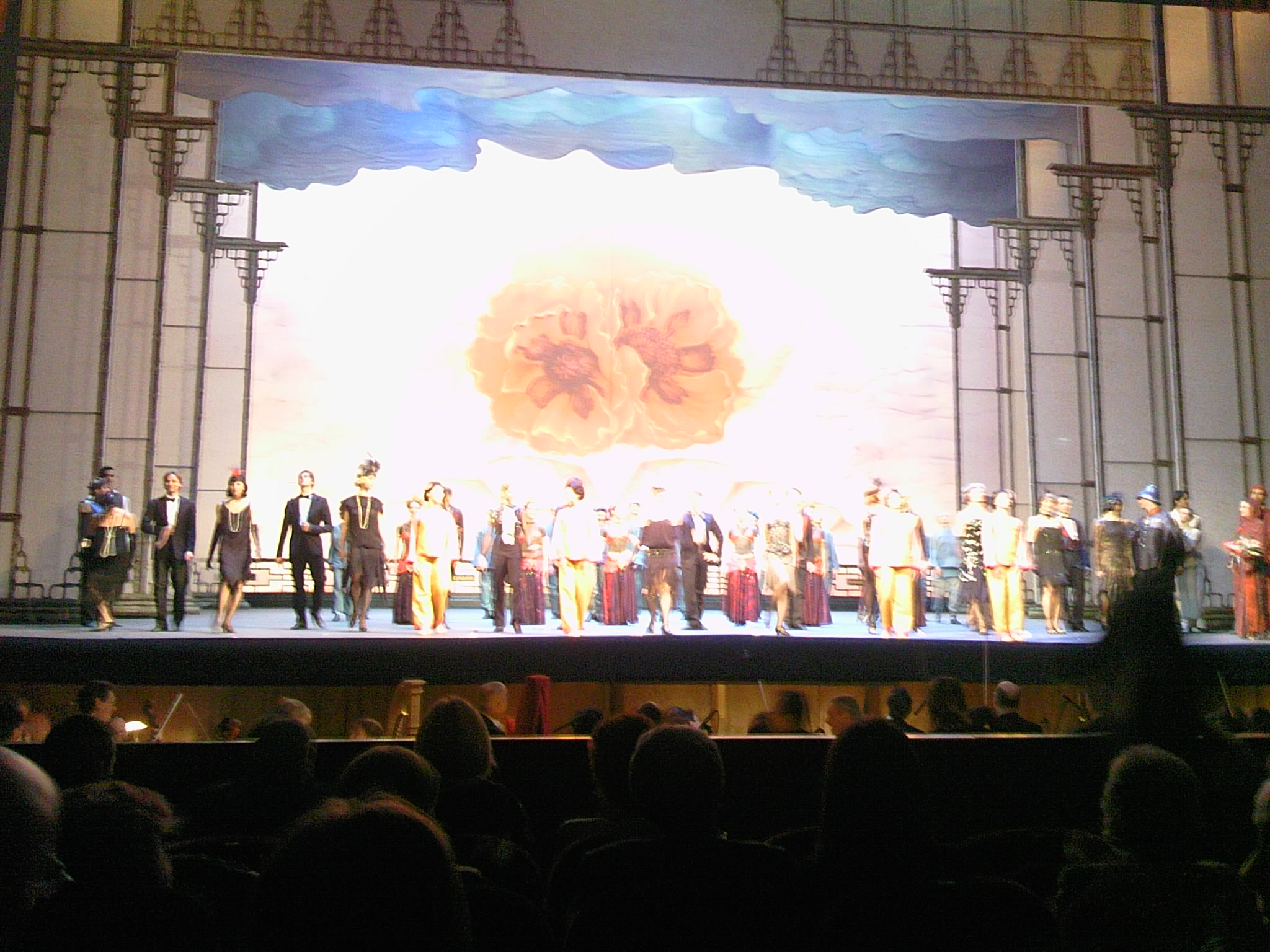
2010年2月12日在罗马演出的情景

2010年2月12日，由尼古萊·安德罗索夫（Nikolay Androsov）编舞的《红罂粟》新版在羅馬歌劇院上演。艾琳娜·普利蒂（Elena Puliti）负责舞台布景和服装，安德烈·安利切諾夫（Andre Anichanov）担任指挥，畢普·曼內加蒂（Beppe Menegatti）导演。这一版新增一个角色女娲，负责保护桃花免受帝国主义侵害。2015年6月13日，在顿河畔罗斯托夫的罗斯托夫国家歌剧与芭蕾舞剧院上演了新制作的版本。

### 瓦西里耶夫版（2010）
同样是在2010年，为纪念扮演桃花的加林娜·乌兰诺娃诞辰100周年，由弗拉基米尔·瓦西里耶夫编舞（并负责编剧和舞台布景）的新版于11月23日在克拉斯諾亞爾斯克芭蕾舞剧与歌剧院上演。这一版由瑪莉亞·沃斯卡雅（Maria Vol'skaya）负责服装，阿納托利·切爾普諾伊（Anatoly Chepurnoy）任音乐导演兼指挥。

### 其他演出
- 1949年，彼尔姆
- 1950年和1961年，薩馬拉
- 1950年，新西伯利亚
- 1954年，布拉迪斯拉发，斯洛伐克国立剧院
- 1962年，伏尔加格勒

## 剧情
这部芭蕾舞剧的故事发生在1920年代国民党统治时期的中国某海港。来自许多国家的船只都停靠在这个海港。一艘苏联船只的船长注意到一群苦力，他们在港务长的残忍驱使下工作极其劳累。
一天晚上，美丽的舞女桃花在给这艘船上的水手们跳舞时，注意到苏联船长正试图拯救这些苦力。船长的善良给她留下了深刻印象，于是她给了他一朵红罂粟花示爱。
当桃花的未婚夫李山甫得知情况后，妒火中烧，他命令她杀死船长。桃花拒绝了，并为了保护船长而牺牲，她在一场骚乱中被李山甫杀害。临死前，她把一朵象征着爱与自由的红罂粟花送给一个中国小女孩。

## 结构

### 第一幕
- 第一场
- No. 1 序幕
- No. 2 苏联船只卸货（苦力在劳作）
- No. 3 酒馆
- No. 4 “不适的”女子之舞
- “不适的”女子退场
- No. 5 桃花出场
- No. 6 扇子舞
- No. 7 扇子舞之后
- No. 8 酒馆跳舞
- No. 9 李山甫出场
- No. 10 苦力在劳作
- No. 11 人群在骚动。苏联船长出现。
- No. 12 苏联水手在干活
- No. 13 桃花、船长与李山甫
- No. 14 金手指舞
- No. 15 桃花退场
- No. 16 苦力的胜利之舞
- No. 17 各国水手舞
- No. 18 苏联水手舞 — 俄国歌曲《小苹果》

### 第二幕
- 第二场
- No. 19 序幕
- No. 20 鸦片馆
- No. 21 中国女子舞
- No. 22 中国女子退场
- No. 23 密谋
- No. 24 桃花的焦虑
- No. 25 桃花抽鸦片
- 第三场
- No. 26 桃花的梦境
- No. 27 慢板舞（四女神）
- No. 28   a) 随从   b) 剑舞
- 第四场
- No. 29 凤凰
- No. 30 凤凰慢板舞
- 第五场
- No. 31 蝶舞与莲舞
- No. 32 E大调大慢板舞
- No. 33 罂粟舞
- No. 34 凤凰变奏
- No. 35 桃花变奏（木琴独奏）
- No. 36 江湖骗子舞
- No. 37 终曲
- No. 38 红帆船

### 第三幕
- 第六场
- No. 39 序幕
- No. 40 查尔斯登舞
- No. 41 碟舞之前
- No. 42 碟舞
- No. 43 碟舞之后
- No. 44 报幕者与江湖骗子出场。中国戏院出现。
- No. 45 报幕
- No. 46 魔鬼舞
- No. 47 报幕
- No. 48 丝巾舞
- No. 49 报幕
- No. 50 伞舞
- No. 51 报幕
- No. 52 绸带舞
- No. 53 中国戏院消失
- No. 54 波士顿华尔兹
- 第七场
- No. 55 密谋
- No. 56 桃花与船长
- 第八场
- No. 57 波士顿华尔兹
- No. 58 绿茶
- No. 59 中式杯子舞
- No. 60 戈伯莱之舞
- No. 61 警报
- No. 62 启航
- No. 63 拿起武器的苦力
- No. 64 骚乱
- No. 65 桃花之死

### 尾声
- No. 66 尾声

#### 1929年列宁格勒版增加的舞蹈
- A大调变奏
- B大调变奏
- 四独奏变奏
- G大调变奏
- 怪异舞
- 中国将军（儿童舞）
- 小鼓之舞
- 女孩 — 美式舞
- 波士顿华尔兹

## 角色
- 港务长 — 列夫·勒施賴恩（1927）和伊凡·西多羅夫（Ivan Sidorov，1927）、阿列克謝·巴爾瓦（Alexei Bal'va，2010）
- 苏联船长 — 阿列克謝·D·保爾加科夫（Alexeï D. Boulgakov）和米哈伊爾·杜特科（Mikhail Dudko，1927）、亞歷山大·拉丹斯基（Alexander Radunsky，1949 & 1957）、弗雷德里克·富蘭克林（Frederic Franklin，1943）、盧卡什·艾巴拉哈姆揚（Lukash Abrahamyan，2007）、伊戈爾·耶夫拉（Igor Yebra，2010）、維托·馬茨奧（Vito Mazzeo，2010）、維亞切斯拉夫·卡普斯京（Vyacheslav Kapustin，2010）
- 桃花（音译，另有译陶华[30]），舞女 — 叶卡捷琳娜·格尔采尔（1927）、維克托莉娜·克里格（Viktorina Kriger，1927）、加林娜·乌兰诺娃 (1949 & 1957)、奧爾加·列比申斯基雅（Olga Lepeshinskaya，1949）、亞歷山德拉·丹尼洛娃（Alexandra Danilova，1943）、奧克薩娜·庫切魯克（Oksana Kucheruk，2010）、蓋亞·斯塔克莫利（Gaia Straccamore ，2010）、安娜·奧爾（Anna Ol，2010）
- 李山甫，桃花的未婚夫 — 伊凡·斯莫特索夫（Ivan Smoltsov，1927）、謝爾蓋·科倫（Sergey Koren，1949 & 1957）、阿列克謝·耶爾莫拉耶夫（1949）、維托·馬茨奧（2010）、曼努埃爾·帕魯契尼（Manuel Paruccini，2010）、伊凡·卡那烏可夫（Ivan Karnaukhov，2010）、法魯克·魯茲馬托夫（Farukh Ruzimatov，2015）
- 酒馆和鸦片馆掌柜 — L·K·馬茲卡夫維奇（L. K. Matzkevitch，1927）
- 江湖骗子 — V·A·雷亞索夫（V. A. Riabtzov，1927）
- 苦力的工头 — A·V·奧爾洛夫（A. V Orlov，1927）
- 中国密谋者 — M·V·奧爾洛夫（M. V. Orlov）和I·F·布洛海恩（I. F. Blokhine，1927）
- 中国戏院的报幕者 — 格爾伯（Gherber，1927）
- 中国巫师 — 阿薩夫·梅薩爾（Asaf Messerer，1927）
- 马力成，1949年版新增 — 尤里·康特拉托夫（Yury Kondratov，1949 & 1957）、米哈伊爾·伽博維奇（Mikhail Gabovich，1949）、達米亞諾·蒙格利（Damiano Mongelli ，2010）
- 女娲，2010年版新增 — 卡拉·弗拉奇（Carla Fracci）